# Flumserberg
Flumserberg je lyžařské středisko ve švýcarském kantonu St. Gallen. Flumserberg se nachází na horské plošině nad jezerem Walensee.
Před více než 100 lety se zde Johanna Spiriová inspirovala k povídkám o malé Heidi.

## Galerie

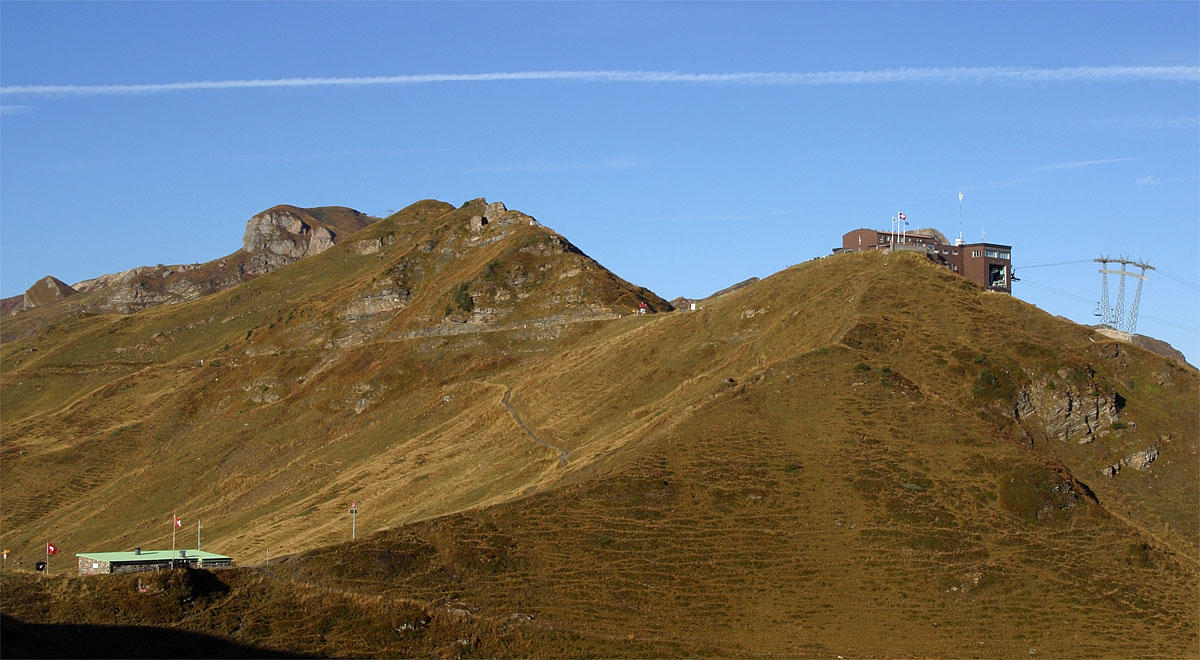
Pohled z Prodkammu (1940 m) k Maschgenkammu (2020 m)
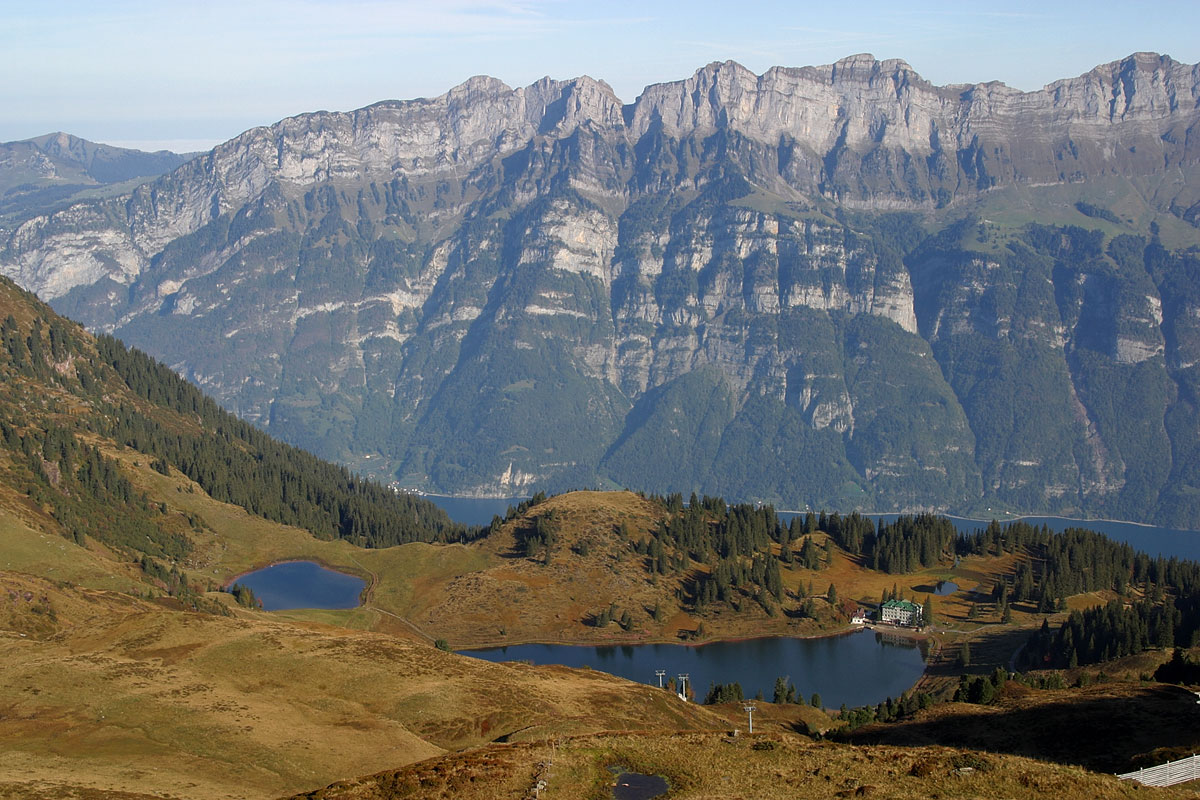
Hotel Seebenalp, v pozadí dole jezero Walen
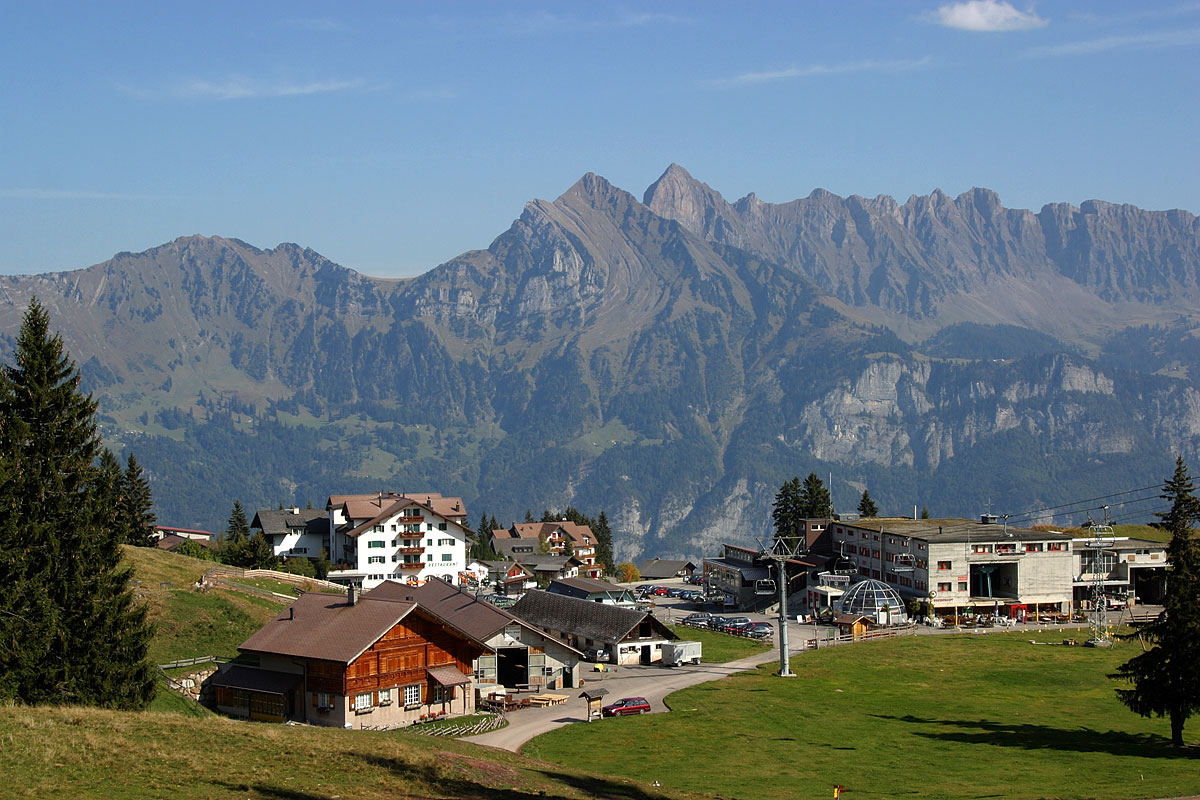
Kemping Tannenbodenalp
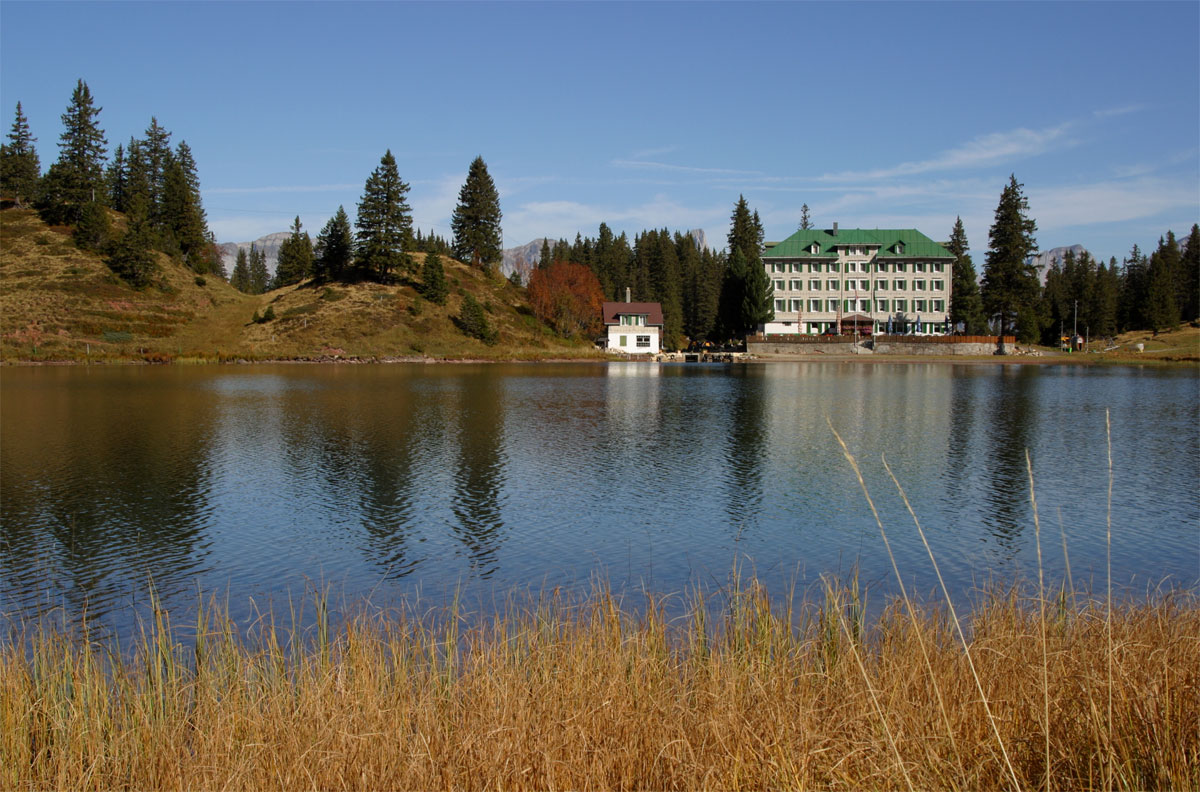
Hotel Seebenalp u Velkého jezera (Grosssee)